# Besante

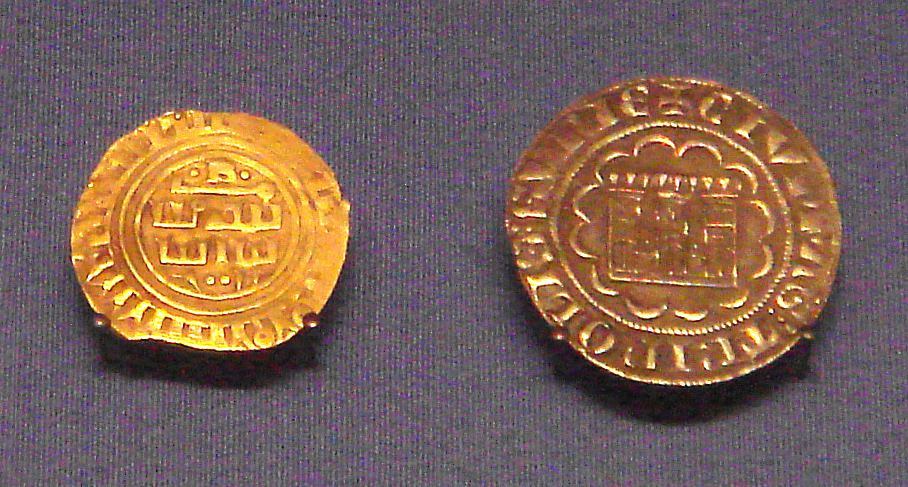
Besante do Condado de Trípoli em árabe (1270-1300) e gros de prata de Trípoli (1275-1287)

Besante é um termo medieval dado pela Europa Ocidental ao nomisma de ouro bizantina. O termo deriva do nome grego Βυζάντιον (Byzántion), a cidade que tornou-se capital imperial no século IV. O termo aparece principalmente em documentos dos séculos X e XIII. Subsequentemente o termo foi empregado em contexto literário e heráldico.
Medievalmente, às vezes o termo besante referiu-se ao dinar de ouro cunhado pelos califados islâmicos, eles próprios modelados dos soldos. O termo besante foi usado na República de Veneza da final da Idade Média para o dinar de ouro egípcio. Marco Polo usou o termo besante no registro de suas viagens para a Ásia Oriental quando descreveu as moedas do Império Iuã em torno do ano 1300. Suas descrições foram baseadas na conversão de 1 besante = 20 groat = 133⅓ torneses. O manual dos comerciantes italianos datado de ca. 1340, Pratica della mercatura por Pegolotti, usou o termo bisant para moedas do Norte da África (incluindo Túnis e Trípoli), Chipre, Armênia e Tabriz (hoje noroeste do Irã, enquanto usavam o termo perpero | pipero para o bizant bizantino.